# Norbert Baumgarten
Norbert Baumgarten (* 1973 in Bautzen) ist ein deutscher Drehbuchautor und Filmregisseur.

## Biographie
Norbert Baumgarten absolvierte nach seiner Schulzeit eine Lehre zum Werkzeugmacher. Anschließend arbeitete er als Aufnahmeleiter, Regieassistent und Produktionsleiter für verschiedene Film- und Fernsehproduktionen. Zwischen 1997 und 2003 studierte Baumgarten an der Filmuniversität Babelsberg Konrad Wolf in Potsdam-Babelsberg Regie. Sein Abschlussfilm Befreite Zone lief 2003 in der Kategorie Perspektive Deutsches Kino auf der Berlinale. Seit 2003 ist er als freier Autor und Regisseur tätig.
Norbert Baumgarten lebt in Berlin.

## Filmografie (Auswahl)
- 2002: Achterbahn: Flachschwimmer (Regie)
- 2003: Befreite Zone (Drehbuch und Regie)
- 2008: Mensch Kotschie (Drehbuch und Regie)
- 2015: Sag mir nichts (Drehbuch)
- 2022: Gesicht der Erinnerung (Drehbuch)
- 2024: Tatort: Lass sie gehen (Drehbuch)

## Auszeichnungen
- 2003: Studio Hamburg Nachwuchspreis für Befreite Zone in den Kategorien Bestes Drehbuch und Beste Regie
- 2022: Festival des deutschen Films: Bestes Drehbuch des Wettbewerbs für Gesicht der Erinnerung